# أنجلو ريكاردو فيرساري
أنجلو ريكاردو فيرساري (بالبرتغالية: Ângelo Ricardo Versari‏) أو المعروف باسم أنجلو (ولد في 27 أبريل 1984 في كامبو موراو) هو جناح أيمن برازيلي يلعب مع نادي جوينفيل.

## وصلات خارجية
- أنجلو ريكاردو فيرساري على موقع قاعدة بيانات كرة القدم.إي يو (الإنجليزية)
- أنجلو ريكاردو فيرساري على موقع Soccerway.com (الإنجليزية)

- (بالبرتغالية) Sambafoot